# Сражение при Хаббардтоне
Сражение при Хаббардтоне (англ. Battle of Hubbardton) — одно из сражений Саратогской кампании американской войны за независимость, которое произошло около селения Хаббардтон 7 июля 1777 года. Утром того дня британский отряд под командованием Саймона Фрезера настиг американскую колонну, отступающую от форта Тикондерога. Основная американская армия успела уйти за Хаббардтон, но в селе остался арьергард под командованием Сета Уорнера, который отдыхал и дожидался отстающих. Фрезер вышел к Хаббардтону и застал врасплох некоторые подразделения противника, но остальная часть американской армии успела занять оборонительную позицию. Американцам почти удалось обойти левый фланг Фрезера, но прибытие подкреплений под командованием Ридзеля заставило их отступить. Потери британской армии были весьма ощутимы, и было принято решение прекратить преследование. Сражение при Хаббардтоне было единственным сражением Войны за независимость на территории штата Вермонт.

## Предыстория
Днём 5 июля 1777 года гарнизон осаждённого британской армией форта Тикондерога принял решение оставить форт. В ночь на 6 июля все раненые и военное имущество были погружена на корабли и отправлены в Скинсборо, а пехотные бригады генерал СентзКлер решил вести на юг по единственной доступной дороге, на Каслтон, который находился в 50-ти милях южнее. Из-за спешки и неразберихи было брошено почти 40 орудий, множество мушкетов и военного снаряжения. И в самих пехотных частях едва удавалось поддерживать порядок. Сент-Клер не предпринял никаких мер для того, чтобы замедлить возможное преследование. Армия шла весь день, страдая от жары, влажности и москитов. К концу дня Сент-Клер был уверен, что сумел оторваться от преследования, поэтому сделал остановку у селения Хаббардтон, в 20 милях от форта Тикондерога. Его люди были измотаны отступлением, они не спали целую ночь и ничего не ели почти 24 часа. Но затем он решил всё же возобновить марш, но оставил в селении полк Сета Уорнера и 2-й Нью-Гемпширский полк Хейла, чтобы они дождались возвращения арьергарда, которым командовал полковник Фрэнсис, и затем нагнали остальную армию. Когда армия возобновила марш, некоторые офицеры посоветовали Сент-Клеру усилить арьергард, но тот не согласился.
Британцы начали преследование гораздо раньше, чем предполагал Сент-Клер. Саймон Фрезер сформировал отряд в 850 человек, куда вошли две роты 24-го пехотного полка под командованием майора Роберта Гранта, легкопехотный батальон майора Александра Линдси и гренадерский батальон майора Джона Окланда. Фрезер сразу же бросил этот отряд в погоню, уведомил Бергойна и попросил отправить следом подкрепления. Бергойн поручил генералу Ридзелю отправиться вслед за Фрезером. В 16:00 примерно 1000 солдат Ридзеля нагнали отряд Фрейзера, который был очень недоволен тем, что Бергойн послал именно гессенцев, и что с отрядом Ридзеля не подошло ни продовольствия, ни боеприпасов. Фрезер предложил немедленно атаковать, но Ридзель решил приостановить преследование и разбить лагерь. Фрезеру пришлось подчиниться, но он придвинул свой корпус на расстояние двух миль к противнику, оказавшись таким образом в 3-х милях от Хаббардтона. Солдаты легли спать в одежде и с оружием в руках, предполагая начать преследование в три часа ночи.
Пока Фрезер и Ридзель обсуждали свои планы, Уорнер и Хейл дождались Фрэнсиса, который прибыл в конце дня. Но вместо того, чтобы идти к Каслтону, как велел Сент-Клер, все три полковника встретились в дома Джоне Селлека, и решили, что их люди слишком устали за 16 часов марша по жаре, а британцы наверняка ещё далеко, поэтому расставили охранение, распорядились сделать завал из деревьев, и отправились спать.